# Jambufruktduva
Jambufruktduva (Ramphiculus jambu) är en fågel i familjen duvor inom ordningen duvfåglar.

## Utseende
Jambufruktduvans plommonräda ansikte och skäraktiga rodnad på det vita bröstet ger hanen ett unikt, nästan clownartat utseende. Honan och ungfågeln är mer färglöst tecknade och kan vara svåra att skilja från hona svartnackad fruktduva, men notera tydlig vit ögonring och orange näbb.

## Utbredning och systematik
Fågeln förekommer i Thailand samt på Malackahalvön, Sumatra, Borneo och västra Java. Den behandlas som monotypisk, det vill säga att den inte delas in i några underarter.

### Släktestillhörighet
Arten placeras traditionellt i släktet Ptilinopus. Genetiska studier visar dock att detta släkte är parafyletiskt i förhållande till Alectroenas.

## Levnadssätt
Jambufruktduvan är en generellt ovanlig och nomadiskt kringvandrande fågel som rör sig mellan skogar i lågland och vid foten av berg på jakt efter fruktträd. Den födosöker tystlåtet i trädtaket, vanligen enstaka eller i par.

## Status och hot
Arten har ett stort utbredningsområde, men tros minska i antal, dock inte tillräckligt kraftigt för att den betraktas som hotad. Internationella naturvårdsunionen IUCN listar därför arten som nära hotad (NT).

## Namn
Jambu är ett lokalt namn på arter i myrtensläktet Syzyium, varav några har stora röda frukter populära hos fruktätande fåglar.